# Acesso aberto

Logótipo do Acesso Aberto, criado originalmente pela Public Library of Science. Não existe um logótipo do Acesso Aberto oficial, as instituições são livres de adaptar o logótipo à sua imagem. Outros logótipos são também usados (veja Signalling OA-ness).

Acesso aberto (AA) ou livre acesso significa a disponibilização online e sem limitações dos resultados de investigação científica. O Acesso Aberto pode ser aplicado a todas os tipos de publicações científicas com e sem revisão por pares, incluindo artigos científicos, documentos de conferência, teses, capítulo de livros, e monografias.
O Acesso Aberto pode ser designado como: grátis, quando se refere ao acesso online gratuito, e livre, quando se refere ao acesso online gratuito com alguns direitos adicionais de utilização. Estes direitos de utilização adicionais são muitas vezes concedidos mediante a utilização de licenças Creative Commons.
As duas formas que os autores dispõem de concretizar o Acesso Aberto são (1) através do auto-arquivo dos seus artigos científicos num repositório, também conhecida como via Verde, ou (2) através da publicação em periódicos, conhecida como via Dourada. Usando a via Verde os autores publicam em qualquer revista científica e em seguida depositam uma versão do artigo em Acesso Aberto no repositório da sua instituição, num repositório temático (como o PubMed Central), ou num outro website em Acesso Aberto. Através da via Dourada, os autores publicam em revistas científicas em Acesso Aberto, que disponibilizam Acesso Aberto imediato a todos os seus artigos, geralmente através do website dos editores. Revistas de Acesso Aberto híbridas são revistas com subscrição que permitem a via Dourada do Acesso Aberto apenas para os artigos  cujos autores (ou a instituição ou o financiador) pagaram a taxa para disponibilização em Acesso Aberto, designado em inglês por Article Processing Charge (APC).
No final da década de 1990 a World Wide Web levou à generalização do acesso público, fomentando o movimento do Acesso Aberto usando a via Verde, através do auto-arquivo de artigos e criando as revistas científicas de Acesso Aberto. As revistas científicas convencionais cobrem os custos de publicação através de modelos de subscrição, em inglês Subscription business model, licenças ou ‘pagar-para-ver’. Algumas revistas com acesso restrito disponibilizam Acesso Aberto aos seus artigos depois de um período de embargo, em inglês Embargo Period de 6–12 meses ou maior (veja Delayed Open Access Journal). Continua a decorrer um debate ativo entre investigadores, académicos, bibliotecários, administrativos de universidades, agências de financiamento, governos, editores comerciais, equipas editoriais e sociedade científica sobre os custos e confiabilidade das várias formas de disponibilizar o Acesso Aberto.

## Definições
A ideia e prática de disponibilizar os artigos científicos em Acesso Aberto começou pelo menos uma década antes de surgir o termo "open access". Investigadores da área da informática e computação vinham auto-arquivando usando o protocolo de transferência de arquivos (FTP), desde 1970 e os físicos faziam o mesmo  no arxiv desde 1990. O post Subversive Proposal sobre a generalização da prática foi publicado em 1994. O conceito inicial de Acesso Aberto refere-se ao acesso online e não restrito às publicações científicas que incluíam, em primeiro lugar, os artigos de revistas científicas. O termo "open access" foi formulado pela primeira vez em três declarações públicas: a "Iniciativa de Acesso Aberto de Budapeste" (Budapest Open Access Initiative) em fevereiro de 2002, a “Declaração de Bethesda sobre a publicação em Acesso Aberto” em junho de 2003, e a Declaração de Berlim sobre o Acesso Livre ao Conhecimento nas Ciências e Humanidades (Berlin Declaration on Open Access to Knowledge in the Sciences and Humanities), em outubro de 2003.
A Declaração de Budapeste define o Acesso Aberto como:
“Acesso aberto” à literatura científica revisada por pares significa a disponibilidade livre na Internet, permitindo a qualquer usuário ler, fazer download, copiar, distribuir, imprimir, pesquisar ou referenciar o texto integral desses artigos, recolhe-los para indexação, introduzi-los como dados em software, ou usá-los para outro qualquer fim legal, sem barreiras financeiras, legais ou técnicas que não sejam inseparáveis ao próprio acesso a uma conexão à Internet. As únicas restrições de reprodução ou distribuição e o único papel para o direito autoral neste domínio é dar aos autores o controle sobre a integridade do seu trabalho e o direito de ser devidamente reconhecido e citado.
As Declarações de Berlin e Bethesda acrescentam que os utilizadores devem poder copiar, usar, distribuir, transmitir e exibir publicamente um trabalho em Acesso Aberto, assim como criar e distribuir trabalhos derivados, em qualquer formato digital e para qualquer propósito, fazendo a devida atribuição de autoria.

### Grátis e livre
A distinção entre os de Acesso Aberto, grátis versus livre, iniciou-se em 2006 por dois co-autores da Iniciativa de Budapeste. O Acesso Aberto grátis refere-se ao acesso online sem restrições, enquanto que o Acesso Aberto livre refere-se ao acesso online sem restrições mas com alguns direitos adicionais de reutilização. As definições de Budapest, Bethesda, e de Berlin referem-se apenas ao Acesso Aberto livre. Os direitos de reutilização do Acesso Aberto livre são muitas vezes especificados através da utilização das várias Licenças Creative Commons; que requerem a atribuição da autoria.

## Implementação de políticas
Existem várias formas de disponibilizar o Accesso Aberto às publicações científicas, as mais comuns são as designadas via Verde e via Dourada.

### Revistas científicas: Acesso Aberto Dourado
Os autores que pretendem colocar o seu trabalho disponível em Acesso Aberto têm a opção de publicar numa revista científica de acesso aberto [en] (designado por Acesso Aberto dourado). Existem vários modelos de negócio para revistas de Acesso Aberto.
O Acesso Aberto pode ser disponibilizado pelos editores tradicionais, que podem publicar em Acesso Aberto e manter a sua subcrição em simultâneo, ou por editores como a Public Library of Science (PLOS) que publica apenas revistas de Acesso Aberto. Uma revista de Acesso Aberto pode ou não requerer custos de processamento da publicação, conhecidos como APCs; publicar em Acesso Aberto não significa necessariamente que o autor tenha que pagar estes custos. Tradicionalmente, muitas revistas científicas cobram taxas, muito antes de o Acesso Aberto se tornar uma opção. Quando as revistas de Acesso Aberto cobram taxas de processamento, é a instituição empregadora ou o financiador que geralmente suporta estes custos, ao invés dos autores, e muitas revistas podem renunciar a estes custos no caso de dificuldades financeiras ou se os autores forem de países menos desenvolvidos. Algumas revistas que não apresentam taxas têm apoio financeiro institucional. Exemplos de editores que publicam em Acesso Aberto:«BioMed Central» e Public Library of Science.
Cerca de 30% das revistas de Acesso Aberto cobram taxas para pagar os custos de publicação (por exemplo: as taxas PLoS variam entre 1.350$ e 2.900$) e substituem as taxas de subscrição. As receitas de publicidade e/ou o financiamento de fundações ou instituições são também formas de financiar a publicação.

### Auto-arquivamento: Acesso Aberto verde
O auto-arquivamento [en], também conhecido como Acesso Aberto verde, refere-se à prática de depositar artigos num repositório institucional ou temático como o arXiv.
Os editores de Acesso Aberto verde permitem o depósito imediato pelos seus autores. O auto-arquivo foi proposto a primeira vez em 1994 por Stevan Harnad no seu "Subversive Proposal". Contudo, o auto-arquivo foi prática dos investigadores da área da informática e computação usando arquivos por FTP local na década de oitenta, mais tarde recolhidos pelo CiteSeerX. O que é depositado pode ser tanto um preprint como um postprint com revisão por pares – ambas as versões arbitradas, versão final revista ou a versão do editor.
Para saber se um editor ou revista científica permite aos autores o auto-arquivo, o autor deve consultar a lista de Políticas de Direito de Autor e Auto-arquivo dos Editores disponível no website SHERPA/RoMEO.
O website EPrints também disponibiliza um conjunto de perguntas frequentes sobre auto-arquivo. Outras informações e links podem ser encontrados no blog Open Access Archivangelism e no website Eprints Open Access.

### Acesso Aberto Bronze
Os artigos de acesso aberto "bronze" são gratuitos para leitura apenas na página do editor, mas não possuem uma licença claramente identificável; esses artigos normalmente não estão disponíveis para reutilização.

### Forma de distribuição
Assim como o depósito de artigos em Acesso Aberto, a maioria das revistas científicas de Acesso Aberto são distribuídas através da World Wide Web, como forma de reduzir os custos de distribuição e aumentar a sua abrangência, velocidade e importância para a comunidação científica. O software de código aberto é, geralmente, usado nos repositórios institucionais, nos websites de revistas científicas de Acesso Aberto e noutras formas de disponibilizar o Acesso Aberto e a publicação em Acesso Aberto.
O acesso aos conteúdos digitais implica o acesso à Internet, contudo essa distribuição pode apresentar barreiras físicas e por vezes barreiras financeiras. Os defensores do Acesso Aberto argumentam que as barreiras de acesso à Internet são relativamente reduzidas, no entanto, os esforços devem ser feitos para subsidiar o acesso à Internet universal, pagar-para-aceder apresenta uma barreira adicional relativamente elevada por si só.[carece de fontes?]
O Diretório de Revistas de Acesso Aberto (DOAJ) lista um número de revistas científicas com revisão por pares para navegação e pesquisa. Os artigos em Acesso Aberto podem também ser encontrados, a maioria das vezes, através de um motor de busca geral ou especializado para a literatura académica e científica como o OAIster e Google Scholar.

## Em Portugal

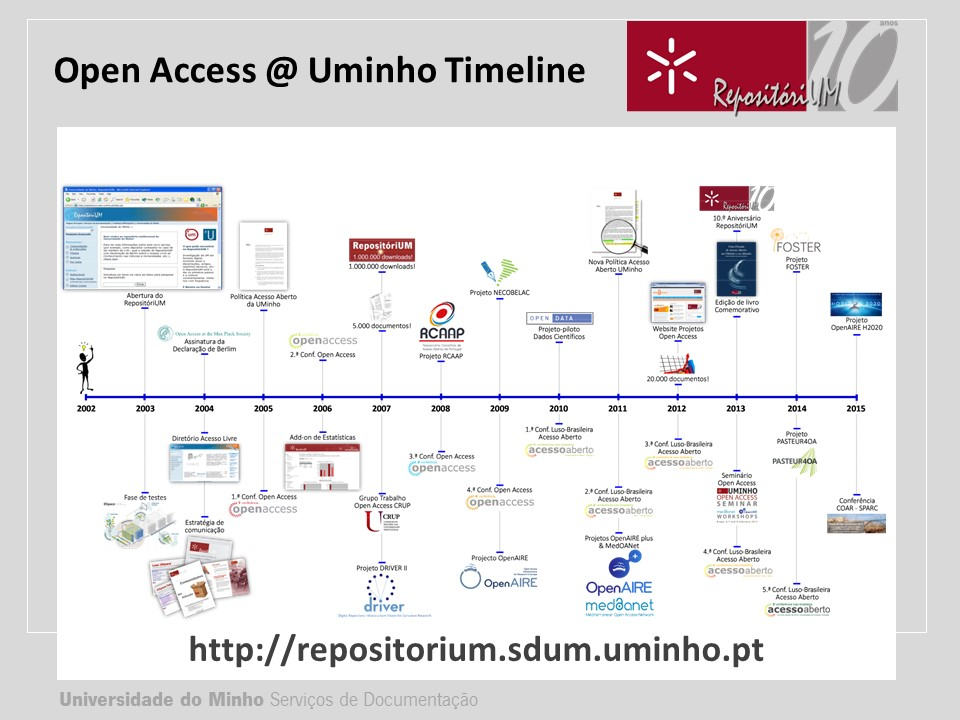
Desde 2003 que, principalmente, as instituições de ensino superior têm cooperado no desenvolvimento de várias iniciativas nacionais de Acesso Aberto, assim como têm participado em diversos projetos internacionais, a maioria financiados pela Comissão Europeia

Em Portugal, as primeiras iniciativas de Acesso Aberto foram protagonizadas pela Universidade do Minho com a criação do RepositóriUM em 2003 e a definição de uma política institucional de auto-arquivo em 2004. Nos anos seguintes registaram-se outros acontecimentos, como a criação do SciELO Portugal, para a publicação de revistas de Acesso Aberto, ou a criação de novos repositórios em diversas instituições de ensino superior. Mas foi o surgimento do projeto Repositório Científico de Acesso Aberto de Portugal (RCAAP), em 2008, que assinalou o início de uma nova dinâmica na evolução do Acesso Aberto em Portugal.
O desenvolvimento, no âmbito do projeto RCAAP, de um conjunto de serviços[ligação inativa] (como o Portal RCAAP, o Serviço de Alojamento de Repositórios Institucionais, o Repositório Comum, o Serviço de Alojamento de Revistas Científicas, e outros)  para as instituições e a comunidade académica, bem como de uma intensa atividade de comunicação e disseminação, impulsionou um rápido desenvolvimento do Acesso Aberto em Portugal, colocando o país numa posição destacada a nível internacional. Neste período, quer o número de repositórios (que passou de 10 em 2008 para mais de 40 em 2014), quer o número de documentos portugueses disponíveis em Acesso Aberto no Portal RCAAP (que passou de pouco mais de 13000 no final de 2008 para mais de 150000 no início de 2014), cresceram a um ritmo ainda mais rápido do que o registado na generalidade dos países.
Também as revistas científicas nacionais beneficiaram do trabalho concretizado, que para além de usufruírem do Serviço de Alojamento de Revistas Científicas, passaram a integrar o SHERPA/RoMEO no âmbito do projeto Blimunda que visou o levantamento das políticas das editoras e revistas científicas nacionais face ao auto-arquivo em repositórios institucionais.
A realização do estudo de estado da arte de repositórios de dados científicos, em 2010, marcou o início da intervenção da comunidade científica no domínio da curadoria dos dados resultantes das atividades de investigação, da sua organização em repositórios de dados científicos e do seu acesso e, em 2012, a realização do estudo de estado da arte em preservação digital assinalou o início do interesse da comunidade científica no domínio da preservação digital na esfera dos repositórios de Acesso Aberto.
Na sequência do memorando de entendimento assinado entre os Ministros da Ciência e Tecnologia de Portugal e do Brasil em Outubro de 2009 estreia-se, no ano seguinte, a 1.ª Conferência Luso-Brasileira de Acesso Aberto celebrando, em 2015, a sua 6ª edição.
O culminar do trabalho realizado ficou marcado por dois acontecimentos importantes no panorama nacional de Acesso Aberto. Por um lado, a rede RCAAP passou a ser o instrumento consagrado na lei para dar cumprimento ao depósito legal das teses de doutoramento, dissertações de mestrado e outros trabalhos científicos através do Decreto de Lei 115/2013 e da portaria 285/2015 que define o processo de depósito legal destes documentos com mais detalhe.
Por outro, a principal agência financiadora do país – a Fundação para a Ciência e a Tecnologia (FCT) – desenvolveu as suas Políticas de Acesso Aberto resultado da sua participação ativa na implementação de estratégias de Acesso Aberto, nomeadamente apoiando o RCAAP e lançando uma consulta pública a propostas de políticas de Acesso Aberto. As políticas entraram em vigor a 5 de maio de 2014.
No seu essencial, a política sobre Acesso Aberto a publicações científicas resultantes de investigação financiada pela FCT determina que as publicações de resultados científicos, que sejam sujeitas a revisão por pares ou outra forma de revisão científica, devem ser depositadas num dos repositórios de Acesso Aberto do RCAAP logo que possível, de preferência por altura da aceitação da publicação. É permitido um período de embargo, depois do qual todo o conteúdo das publicações deve ser livremente disponível. A política aplica-se a artigos em revistas científicas, proceedings de conferências, posters, livros e capítulos de livros, monografias e teses de Mestrado e de Doutoramento. O financiamento da FCT engloba projetos de I&D, bolsas e contratos de emprego científico.
A política sobre a disponibilização de dados e outros resultados de investigação científica financiada pela FCT encoraja os investigadores a partilharem resultados primários e outros dados com a comunidade científica, colocando-os em bases de dados de Acesso Aberto, logo que possível. Também neste caso, o financiamento da FCT engloba projetos de I&D, bolsas e contratos de emprego científico.
Para além destes acontecimentos, e no sentido de consolidar o alinhamento com as iniciativas de Acesso Aberto da Comissão Europeia, a participação da Universidade do Minho em diversos projetos de Acesso Aberto internacionais (como o OpenAIRE, PASTEUR4OA, FOSTER e outros) tem permitido o envolvimento de decisores políticos nacionais, investigadores e outros atores do sistema de comunicação científica mantendo e reforçando o foco no requisito básico de depósito de todas as publicações nos repositórios não impedindo, contudo, que, simultaneamente, possa ser apoiada a publicação em Acesso Aberto.